# Premios César
En 1975, Georges Cravenne creó la Academia del Cine Francés cuyo objetivo fue desde el principio premiar las mejores películas, como un equivalente francés de los Oscars de Hollywood. De ese modo, el 3 de abril de 1976 se concedieron los primeros Premios César del Cine Francés con la presidencia de Jean Gabin.
En los años 50, habían existido las Victorias del Cine Francés, que se otorgaban en junio de cada año. Pero este premio no tuvo repercusión popular y desapareció antes de 1960.
Los César premian películas, actores, actrices y directores de cine francés del año. En principio se entregaban trece Césares; hoy son ya diecinueve los premios, en especial por haber añadido galardones a las mejores promesas, pero los César que premiaban el mejor cartel y el mejor productor, en cambio, han desaparecido.
El nombre del premio proviene del escultor César Baldaccini, autor del trofeo que se entrega a los triunfadores de cada categoría.
La ceremonia de entrega de los César se desarrolla en el Teatro del Châtelet de París en febrero.

## Historia
En 1974, Georges Cravenne funda la Academia de Artes y Técnicas de Cine que fue desde el principio, destinado a recompensar los logros y las más notables obras de arte en películas, para tener un equivalente francés de los Oscar estadounidenses. Los primeros Premios César - también conocido como la "Noche de César" - se llevaron a cabo el 3 de abril de 1976 bajo la presidencia de Jean Gabin que vieron la ceremonia desde la primera fila sentado en una silla de ruedas un par de meses antes de su muerte. El nombre del premio proviene del escultor César, diseñador del trofeo concedido a los ganadores en cada categoría. También es un homenaje Raimu , el gran actor e intérprete francés de Marsella trilogía de Marcel Pagnol , en el que Raimu interpretó el personaje de César.
Los Premios César sustituyó a la entrega de "Étoile de cristal" , que fue otorgado desde 1955 a 1975. Otros premios han sido galardonados con el cine francés en el pasado. De 1934 a 1986, el "Gran Premio du cinéma français" , establecido por el pionero del cine Louis Lumière , se le dio a una película por año. En la década de 1950, la "Victoire du cinéma français" fue otorgado cada mes de junio. A falta de entusiasmo popular en comparación con el "Étoile de cristal", este premio se interrumpió después de 1964.
En la inauguración de los Premios César, se distribuyeron 13 premios. Hoy en día, hay 22 (en nueve subcategorías). Categorías añadidas en los últimos años incluyen actor / actriz de revelación (Meilleur espoir), Mejor Documental ( Meilleur documentaire ) y Mejor Película de Animación ( Meilleur film d'animation ), mientras que los premios que honran el mejor cartel de la película y mejor productor han caído, ya que ahora se dan en una ceremonia aparte, el Premio "Daniel Toscan du Plantier".

## Trofeo
Los trofeos son cortes de objetos de metal, diseñado en 1975 por el escultor Georges Cravenne. Estas son piezas huecas, bronce pulido natural, mientras que los Oscar están chapados en oro, estos últimos han inspirado directamente al escultor por su primer trofeo en 1976, una bobina de película que rodea una silueta. Antes de la recepción mixta de actores, dirigió en 1977 una presión de 29 cm de altura sobre una base 8 de 8 cm , con un peso de 3,6 kg , se sigue utilizando este diseño hasta la actualidad . Si el valor del trofeo no ha sido revelado oficialmente, se estima en 1500 euros aprroximadamente.

### Ediciones y galas
| N    | Fecha      | President(s)                           | César honorífico                                                                     | Presentadores | Mejor película                          | Mejor actriz       | Mejor actor            |
| ---- | ---------- | -------------------------------------- | ------------------------------------------------------------------------------------ | --- | --------------------------------------- | ------------------ | ---------------------- |
| 1.ª  | 3-4-1976   | Jean Gabin                             | Ingrid Bergman, Diana Ross                                                           | Pierre Tchernia | El viejo fusil                          | Romy Schneider     | Philippe Noiret        |
| 2.ª  | 19-2-1977  | Lino Ventura                           | Henri Langlois (póstumo), Jacques Tati                                               | Pierre Tchernia | El otro señor Klein                     | Annie Girardot     | Michel Galabru         |
| 3.ª  | 4-2-1977   | Jeanne Moreau                          | Robert Dorfmann, René Goscinny (póstumo).                                            | Pierre Tchernia | Providence                              | Simone Signoret    | Jean Rochefort         |
| 4.ª  | 3-2-1979   | Charles Vanel                          | Marcel Carné, Charles Vanel, Walt Disney (póstumo).                                  | Pierre Tchernia y Jean-Claude Brialy | El dinero de los demás                  | Romy Schneider     | Michel Serrault        |
| 5.ª  | 2-2-1980   | Jean Marais                            | Pierre Braunberger, Louis de Funès, Kirk Douglas.                                    | Pierre Tchernia y Peter Ustinov | Tess                                    | Miou-Miou          | Claude Brasseur        |
| 6.ª  | 31-1-1981  | Yves Montand                           | Marcel Pagnol, Alain Resnais.                                                        | Pierre Tchernia | El último metro                         | Catherine Deneuve  | Gérard Depardieu       |
| 7.ª  | 27-2-1982  | Orson Welles                           | Georges Dancigers, Alexandre Mnouchkine, Jean Nény, Andrzej Wajda.                   | Jacques Martin y Pierre Tchernia | En busca del fuego                      | Isabelle Adjani    | Michel Serrault        |
| 8.ª  | 26-2-1983  | Catherine Deneuve                      | Raimu (póstumo)                                                                      | Jean-Claude Brialy | La Balance                              | Nathalie Baye      | Philippe Léotard       |
| 9.ª  | 3-3-1984   | Gene Kelly                             | René Clément, Georges de Beauregard, Edwige Feuillère.                               | Léon Zitrone | A nuestros amores & El baile            | Isabelle Adjani    | Coluche                |
| 10.ª | 3-2-1985   | Simone Signoret                        | Christian-Jaque, Danielle Darrieux, Christine Gouze-Rénal, Alain Poiré.              | Pierre Tchernia | Los locos defensores de la ley          | Sabine Azéma       | Alain Delon            |
| 11.ª | 22-2-1986  | Madeleine Renaud y Jean-Louis Barrault | Maurice Jarre, Bette Davis, Jean Delannoy, René Ferracci (póstumo), Claude Lanzmann. | Michel Drucker | Tres solteros y un biberón              | Sandrine Bonnaire  | Christophe Lambert     |
| 12.ª | 7-3-1987   | Sean Connery                           | Jean-Luc Godard                                                                      | Michel Drucker and Pierre Tchernia | Thérèse                                 | Sabine Azéma       | Daniel Auteuil         |
| 13.ª | 12-3-1988  | Miloš Forman                           | Serge Silberman                                                                      | Michel Drucker y Jane Birkin | Adiós, muchachos                        | Anémone            | Richard Bohringer      |
| 14.ª | 4-3-1989   | Peter Ustinov                          | Paul Grimault, Bernard Blier                                                         | Pierre Tchernia | La pasión de Camille Claudel            | Isabelle Adjani    | Jean-Paul Belmondo     |
| 15.ª | 4-3-1990   | Kirk Douglas                           | Gérard Philipe (póstumo)                                                             | Ève Ruggiéri | Demasiado bella para ti                 | Carole Bouquet     | Philippe Noiret        |
| 16.ª | 9-3-1991   | Sophia Loren                           | Jean-Pierre Aumont, Sophia Loren.                                                    | Richard Bohringer | Cyrano de Bergerac                      | Anne Parillaud     | Gérard Depardieu       |
| 17.ª | 22-2-1992  | Michèle Morgan                         | Michèle Morgan, Sylvester Stallone.                                                  | Frédéric Mitterrand | Todas las mañanas del mundo             | Jeanne Moreau      | Jacques Dutronc        |
| 18.ª | 8-3-1993   | Marcello Mastroianni                   | Jean Marais, Marcello Mastroianni, Gérard Oury.                                      | Frédéric Mitterrand | Las noches salvajes                     | Catherine Deneuve  | Claude Rich            |
| 19.ª | 26-2-1994  | Gérard Depardieu                       | Jean Carmet                                                                          | Fabrice Luchini y Clémentine Célarié | Smoking / No Smoking                    | Juliette Binoche   | Pierre Arditi          |
| 20.ª | 25-2-1995  | Alain Delon                            | Jeanne Moreau, Gregory Peck, Steven Spielberg.                                       | Jean-Claude Brialy y Pierre Tchernia | Los juncos salvajes                     | Isabelle Adjani    | Gérard Lanvin          |
| 21.ª | 3-2-1996   | Philippe Noiret                        | Lauren Bacall, Henri Verneuil                                                        | Antoine de Caunes | El odio                                 | Isabelle Huppert   | Michel Serrault        |
| 22.ª | 8-2-1997   | Annie Girardot                         | Charles Aznavour, Andie MacDowell                                                    | Antoine de Caunes | Ridicule                                | Fanny Ardant       | Philippe Torreton      |
| 23.ª | 28-2-1998  | Juliette Binoche                       | Michael Douglas, Clint Eastwood, Jean-Luc Godard.                                    | Antoine de Caunes | On connaît la chanson                   | Ariane Ascaride    | André Dussollier       |
| 24.ª | 6-3-1999   | Isabelle Huppert                       | Pedro Almodóvar, Johnny Depp, Jean Rochefort.                                        | Antoine de Caunes | La vida soñada de los ángeles           | Elodie Bouchez     | Jacques Villeret       |
| 25.ª | 19-2-2000  | Alain Delon                            | Josiane Balasko, Georges Cravenne, Jean-Pierre Léaud, Martin Scorsese.               | Alain Chabat | Venus, salón de belleza                 | Karin Viard        | Daniel Auteuil         |
| 26.ª | 24-2-2001  | Daniel Auteuil                         | Darry Cowl, Charlotte Rampling, Agnès Varda.                                         | Édouard Baer | Para todos los gustos                   | Dominique Blanc    | Sergi López            |
| 27.ª | 2-3-2002   | Nathalie Baye                          | Anouk Aimée, Jeremy Irons, Claude Rich.                                              | Édouard Baer | Amélie                                  | Emmanuelle Devos   | Michel Bouquet         |
| 28.ª | 22-2-2003  | —                                      | Bernadette Lafont, Spike Lee, Meryl Streep.                                          | Géraldine Pailhas | El pianista                             | Isabelle Carré     | Adrien Brody           |
| 29.ª | 21-2-2004  | Fanny Ardant                           | Micheline Presle                                                                     | Gad Elmaleh | Las invasiones bárbaras                 | Sylvie Testud      | Omar Sharif            |
| 30.ª | 26-2-2005  | Isabelle Adjani                        | Jacques Dutronc, Will Smith.                                                         | Gad Elmaleh | La escurridiza, o cómo esquivar el amor | Yolande Moreau     | Mathieu Amalric        |
| 31.ª | 25-2-2006  | Carole Bouquet                         | Hugh Grant, Pierre Richard.                                                          | Valérie Lemercier | De battre mon coeur s'est arrêté        | Nathalie Baye      | Michel Bouquet         |
| 32.ª | 24-2-2007  | Claude Brasseur                        | Marlène Jobert, Jude Law.                                                            | Valérie Lemercier | El amante de Lady Chatterley            | Marina Hands       | François Cluzet        |
| 33.ª | 22-2-2008  | Jean Rochefort                         | Jeanne Moreau, Roberto Benigni.                                                      | Antoine de Caunes | Cuscús                                  | Marion Cotillard   | Mathieu Amalric        |
| 34.ª | 27-2-2009  | Charlotte Gainsbourg                   | Dustin Hoffman                                                                       | Antoine de Caunes | Séraphine                               | Yolande Moreau     | Vincent Cassel         |
| 35.ª | 27-2-2010  | Marion Cotillard                       | Harrison Ford                                                                        | Valérie Lemercier and Gad Elmaleh | Un profeta                              | Isabelle Adjani    | Tahar Rahim            |
| 36   | 25-2-2011  | Jodie Foster                           | Quentin Tarantino                                                                    | Antoine de Caunes | De dioses y hombres                     | Sara Forestier     | Éric Elmosnino         |
| 37   | 24-2-2012  | Guillaume Canet                        | Kate Winslet                                                                         | Antoine de Caunes | The Artist                              | Bérénice Bejo      | Omar Sy                |
| 38.ª | 22-2-2013  | Jamel Debbouze                         | Kevin Costner                                                                        | Antoine de Caunes | Amour                                   | Emmanuelle Riva    | Jean-Louis Trintignant |
| 39   | 28-2-2014  | François Cluzet                        | Scarlett Johansson                                                                   | Cécile de France | Guillaume y los chicos, ¡a la mesa!     | Sandrine Kiberlain | Guillaume Gallienne    |
| 40   | 20-2-2015  | Dany Boon                              | Sean Penn                                                                            | Édouard Baer | Timbuktu                                | Adèle Haenel       | Pierre Niney           |
| 41   | 26-2-2016  | Claude Lelouch                         | Michael Douglas                                                                      | Florence Foresti | Fatima                                  | Catherine Frot     | Vincent Lindon         |
| 42.ª | 24-2-2017  | Alain Terzian                          | George Clooney                                                                       | Jérôme Commandeur | Elle                                    | Isabelle Huppert   | Gaspard Ulliel         |
| 43.ª | 02-03-2018 | Vanessa Paradis                        | Penélope Cruz                                                                        | Manu Payet | 120 latidos por minuto                  | Jeanne Balibar     | Swann Arlaud           |
| 44.ª | 02-03-2019 | Kristin Scott Thomas                   | Robert Redford                                                                       | Kad Merad | Custodia compartida                     | Léa Drucker        | Alex Lutz              |
| 45.ª | 28-02-2020 | Sandrine Kiberlain                     | No se entregó                                                                        | Florence Foresti | Los miserables                          | Anaïs Demoustier   | Roschdy Zem            |
| 46.ª | 28-02-2021 | Roschdy Zem                            | Le Splendid, Jean-Pierre Bacri                                                       | Florence Foresti | Adiós, idiotas                          | Laure Calamy       | Sami Bouajila          |
| 47.ª | 28-02-2022 | Danièle Thompson                       | Cate Blanchett                                                                       | Antonio de Caunes | Las ilusiones perdidas                  | Valérie Lemercier  | Benoît Magimel         |
| 48.ª | 24-02-2023 | Tahar Rahim                            | David Fincher                                                                        | Emmanuelle Devos , Léa Drucker , Eye Haïdara , Leïla Bekhti , Jérôme Commandeur , Jamel Debbouze, Alex Lutz y Raphaël Personnaz | La noche del crimen                     | Virginie Efira     | Benoît Magimel         |
| 49.ª | 23-02-2024 | Valerie Lemercier                      | Agnès Jaoui y Christopher Nolan                                                      | Ariane Ascaride, Bérénice Bejo , Dali Benssalah , Juliette Binoche, Dany Boon, Bastien Bouillon, Audrey Diwan , Ana Girardot , Diane Kruger , Benoît Magimel , Paul Mirabel, Nadia Tereszkiewicz y Jean-Pascal Zadi                         | Anatomía de una caída                   | Sandra Hüller      | Arieh Worthalter       |
| 50.ª | 28-02-2025 | Catherine Deneuve                      | Julia Roberts y Costa-Gavras                                                         | Jean-Pascal Zadi, como presentador principal; Emmanuelle Béart, Alice Belaïdi, Cécile de France, Hafsia Herzi, Justine Triet, Bouli Lanners, William Lebghil, Vincent Macaigne, Pio Marmaï, Vimala Pons, Raphaël Quenard y Ludivine Sagnier | Emilia Pérez                            | Hafsia Herzi       | Karim Leklou           |

## Estadísticas

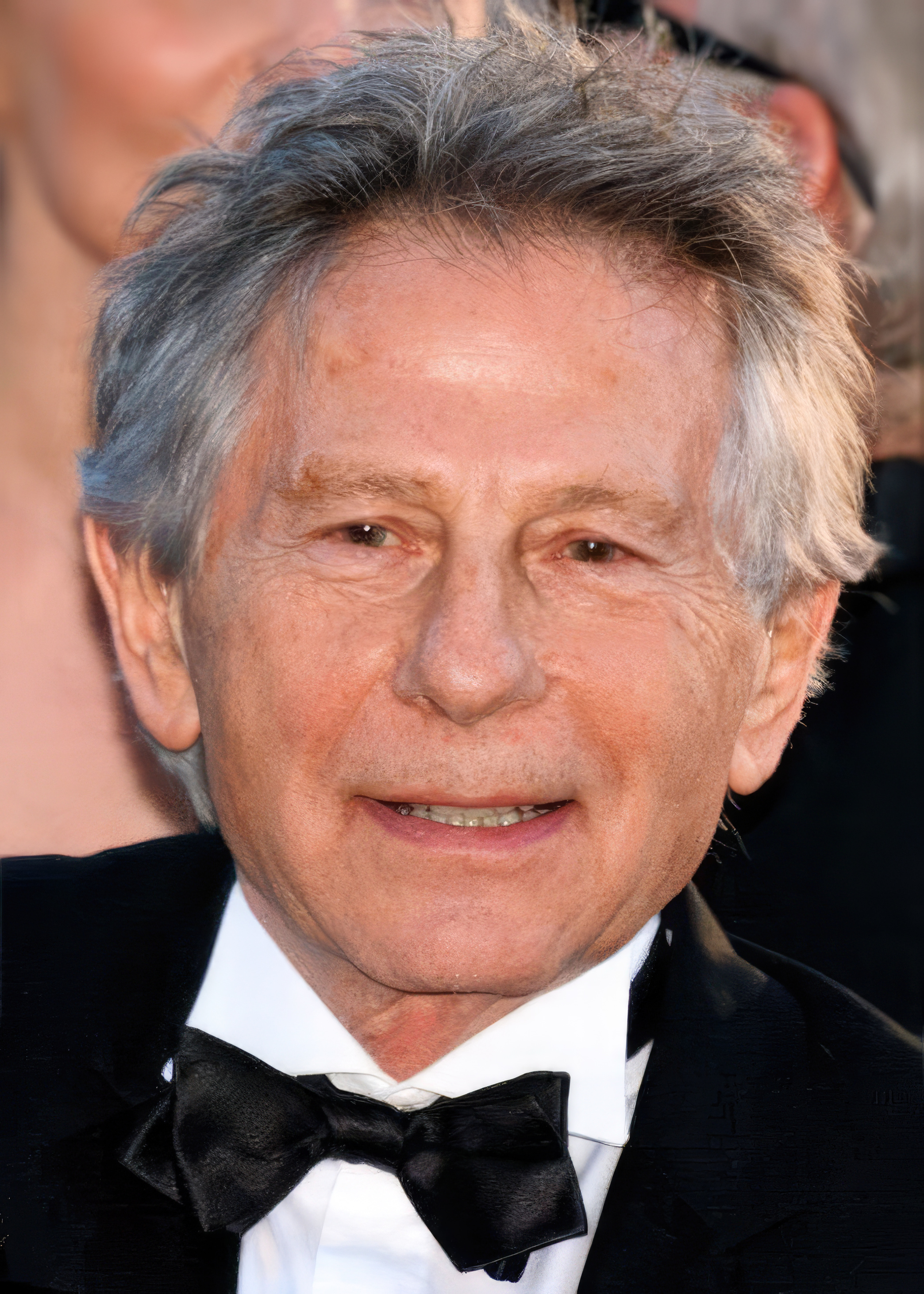
Roman Polanski, el director con más premios César sumando la mejor dirección.

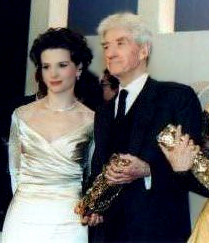
Alain Resnais, el director con más candidaturas sumando la mejor dirección

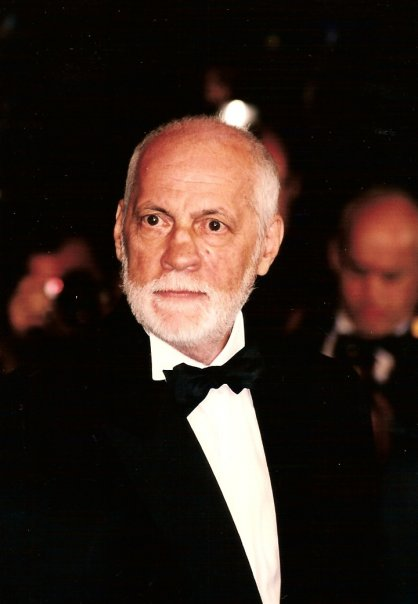
Michel Serrault, el actor con más premios César.

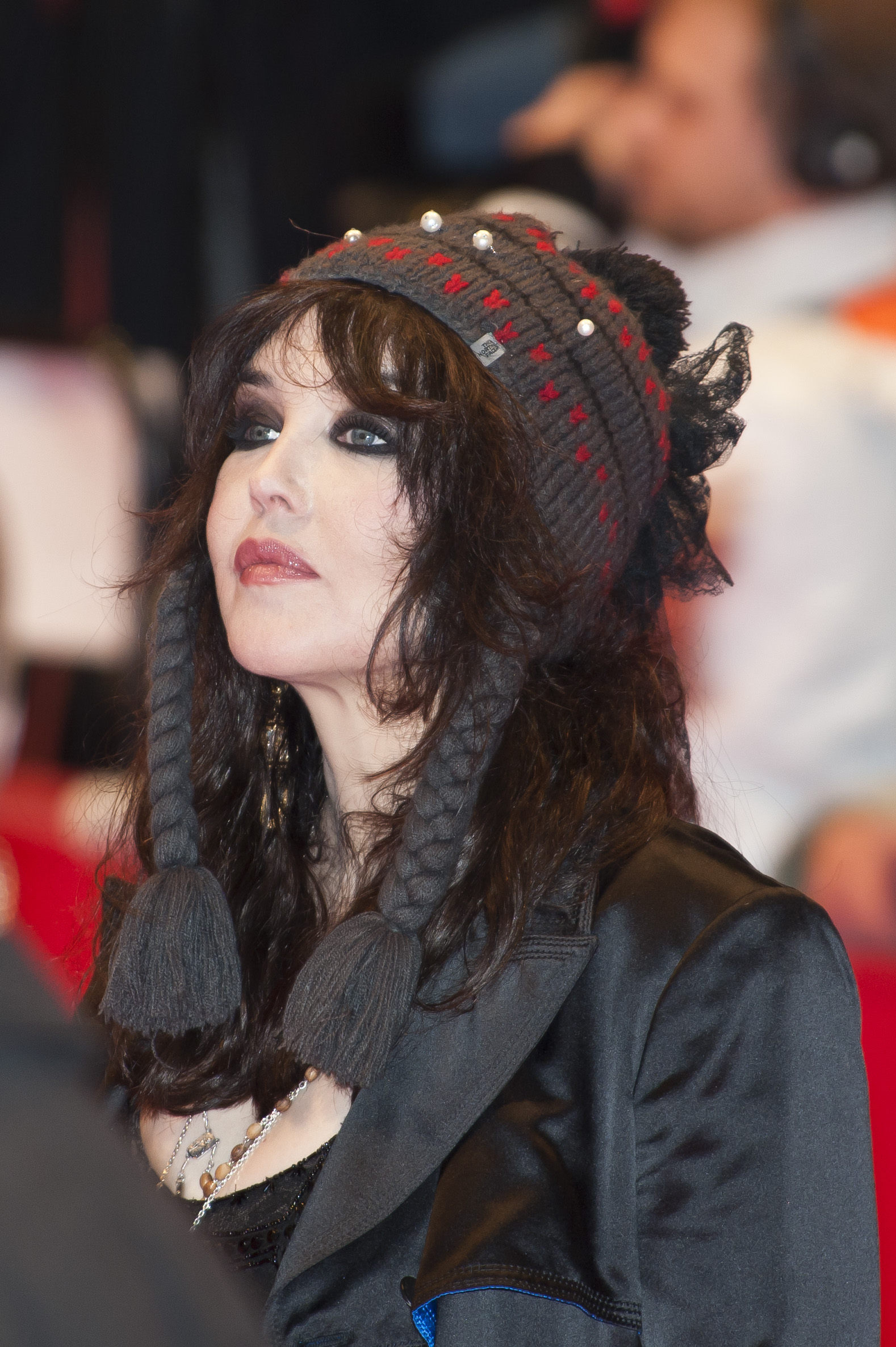
Isabelle Adjani, la actriz con más premios César.

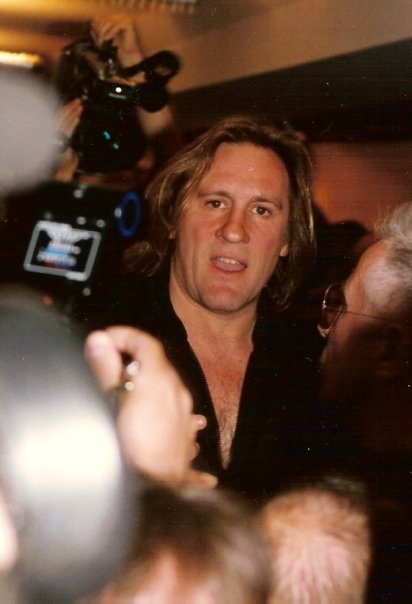
Gérard Depardieu, el actor con más candidaturas.

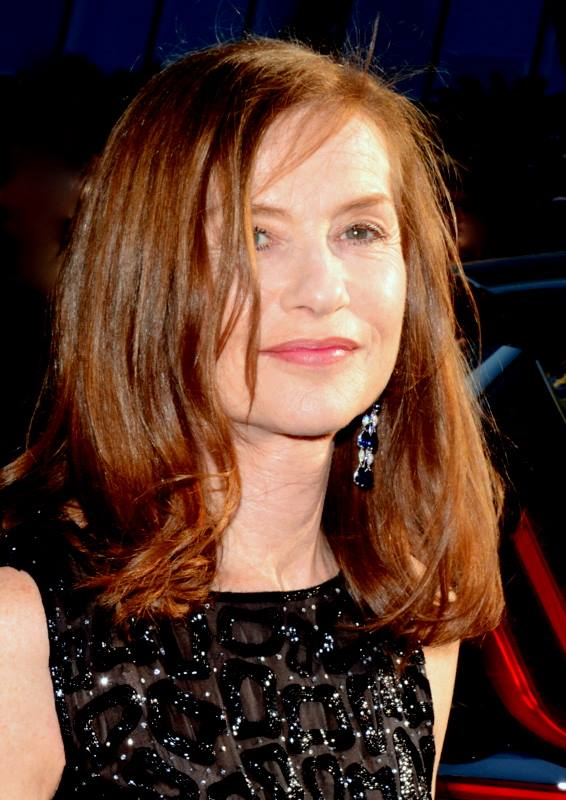
Isabelle Huppert, la actriz con más candidaturas.

### Películas

#### Películas con más premios César
10 premios
- El último metro (François Truffaut)
- Cyrano de Bergerac (Jean-Paul Rappeneau)

9 premios
- Un profeta (Jacques Audiard)

8 premios
- De battre mon coeur s'est arrêté (Jacques Audiard)

7 premios
| - Providence (Alain Resnais) - Au revoir les enfants (Louis Malle) - Todas las mañanas del mundo (Alain Cornaud) - On connaît la chanson (Alain Resnais) - El pianista (Roman Polanski) | - Séraphine (Martin Provost) - Timbuktu (Abderrahmane Sissako) - Las ilusiones perdidas (Xavier Giannoli) - Emilia Pérez (Jacques Audiard) |

6 premios
- Thérèse (Alain Cavalier)
- The Artist (Michel Hazanavicius)
- Adiós, idiotas (Albert Dupontel)

5 premios
| - Tchao Pantin (Claude Berri) - Camille Claudel (Bruno Nuytten) - Demasiado bella para ti (Bertrand Blier) - Indochina (Régis Wargnier) - Smoking/No Smoking (Alain Resnais) - La Reine Margot (Patrice Chéreau) | - Microcosmos (Claude Nuridsany y Marie Pérennou) - Un long dimanche de fiançailles (Jean-Pierre Jeunet) - El amante de Lady Chatterley (Pascale Ferran) - La vida en rosa (Olivier Dahan) - Amor (Michael Haneke) - Guillaume y los chicos, ¡a la mesa! (Guillaume Gallienne) | - Custodia compartida (Xavier Legrand) - Annette (Leos Carax) |

4 premios
| - Amélie (Jean-Pierre Jeunet) - Guillaume y los chicos, ¡a la mesa! (Guillaume Gallienne) - No se lo digas a nadie (Guillaume Canet) - De óxido y hueso (Jacques Audiard) - Que la fête commence (Bertrand Tavernier) - Diva (Jean-Jacques Beinex) - Garde à vue (Claude Miller) - Verano asesino (Jean Becker) - La vie est un long fleuve tranquille (Étienne Chatiliez) - La historia de Souleymane (Boris Lojkine) | - Delicatessen (Marc Caro & Jean-Pierre Jeunet) - Los juncos salvajes (André Téchiné) - Venus, salón de belleza (Tonie Marshall) - Para todos los gustos (Agnès Jaoui) - La escurridiza, o cómo esquivar el amor (Abdellatif Kechiche) - La graine et le mulet (Abdellatif Kechiche) - The Ghost Writer (Roman Polanski) - Mustang (Deniz Gamze Ergüven) - Madame Marguerite (Xavier Giannoli) |

### Directores

#### Directores con más premios César sumando la mejor dirección
- 4 premios : Roman Polanski
- 3 premios : Jacques Audiard
- 2 premios : Alain Resnais, Bertrand Tavernier, Jean-Jacques Annaud, Claude Sautet, Abdellatif Kechiche, Albert Dupontel

#### Directores con más candidaturas sumando la mejor dirección
- 8 candidaturas : Alain Resnais, Jacques Audiard
- 7 candidaturas : Claude Miller, Bertrand Tavernier, André Téchiné
- 6 candidaturas : Luc Besson, François Ozon
- 5 candidaturas : Bertrand Blier, Patrice Leconte
- 4 candidaturas : Claude Berri, Arnaud Desplechin, Michel Deville, Jean-Paul Rappeneau, Claude Sautet
- 3 candidaturas : Patrice Chéreau, Abdellatif Kechiche, Maurice Pialat, François Truffaut, Nicole Garcia, Albert Dupontel.
- 2 candidaturas : Jean-Jacques Annaud, Olivier Assayas, Xavier Beauvois, Jean Becker, Lucas Belvaux, Stéphane Brizé, Alain Cavalier, Claude Chabrol, Jacques Doillon, Costa-Gavras, Xavier Giannoli, Jean-Luc Godard, Michael Haneke, Jean-Pierre Jeunet, Mathieu Kassovitz, Krzysztof Kieslowski, Cédric Klapisch, Philippe Lioret, Joseph Losey, Maïwenn, Radu Mihaileanu, Régis Wargnier.

### Intérpretes con más premios y candidaturas sumando las tres categorías (mejor actuación protagonista, de reparto y espoir)

#### Actores con más premios César
- 3 premios : Michel Serrault, Mathieu Amalric, André Dussollier, Niels Arestrup, Swann Arlaud
- 2 premios : Philippe Noiret, Jean Rochefort, Jean Carmet, Gérard Depardieu, Daniel Auteuil, Sami Bouajila

#### Actrices con más premios César
- 5 premios : Isabelle Adjani
- 4 premios : Nathalie Baye, Dominique Blanc
- 3 premios : Annie Girardot, Julie Depardieu, Karin Viard, Emmanuelle Devos, Yolande Moreau
- 2 premios : Catherine Deneuve, Isabelle Huppert, Sabine Azéma, Marion Cotillard, Romy Schneider, Yolande Moreau, Adele Haenel, Fanny Ardant

#### Actores con más candidaturas
- 17 candidaturas : Gérard Depardieu
- 12 candidaturas : Daniel Auteuil
- 10 candidaturas : Fabrice Luchini
- 9 candidaturas : François Cluzet
- 8 candidaturas : Michel Serrault, André Dussollier
- 6 candidaturas : Vincent Lindon,  Jean-Pierre Bacri, Patrick Dewaere, Lambert Wilson, Louis Garrel

#### Actrices con más candidaturas
- 16 candidaturas : Isabelle Huppert
- 13 candidaturas : Catherine Deneuve
- 10 candidaturas : Miou-Miou, Karin Viard, Nathalie Baye
- 9 candidaturas : Dominique Blanc, Juliette Binoche, Catherine Frot
- 8 candidaturas : Isabelle Adjani, Sandrine Kiberlain, Isabelle Carré, Emmanuelle Béart, Noémie Lvovsky
- 7 candidaturas : Sandrine Bonnaire, Sabine Azéma, Fanny Ardant, Cécile de France
- 6 candidaturas : Charlotte Gainsbourg
- 5 candidaturas : Romy Schneider, Virginie Efira, Valérie Lemercier

#### Actores y actrices extranjeras con premios y candidaturas

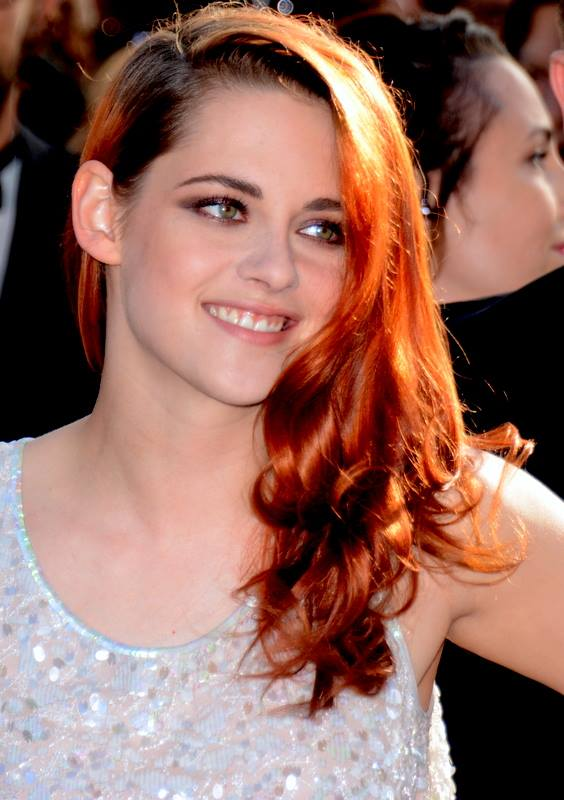
Kristen Stewart, César al mejor actriz de reparto en 2015.
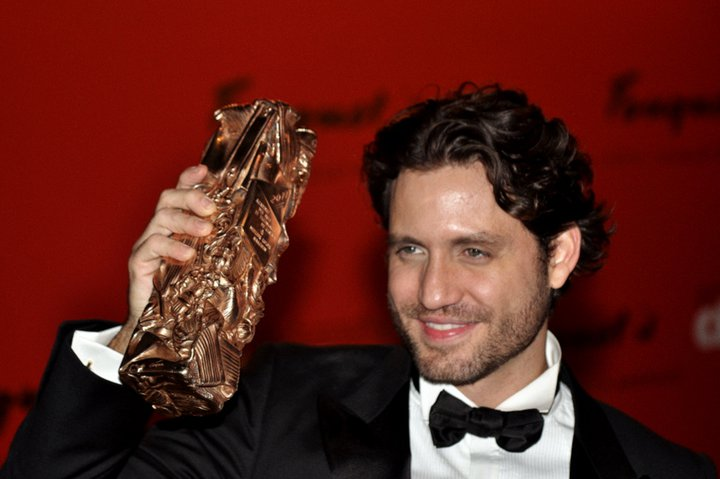
Édgar Ramírez, César al mejor actor revelación en 2011.
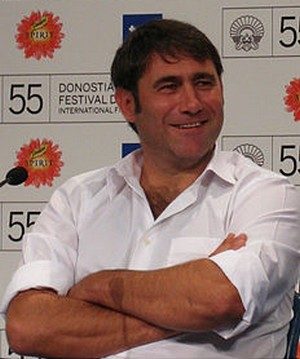
Sergi López, César al mejor actor en 2001.
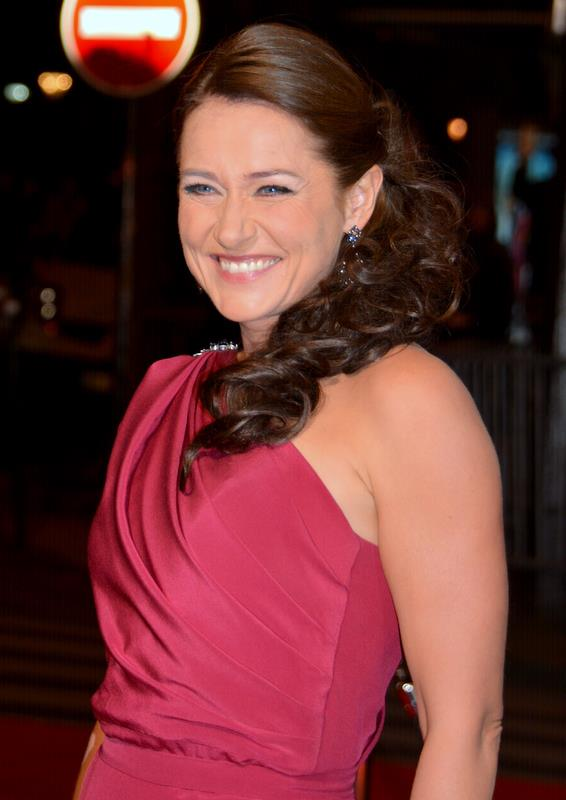
Sidse Babett Knudsen, César al mejor actriz de reparto en 2016.

| - 1980 : Nastassja Kinski (Tess) - 1981 : Heinz Bennent (Le Dernier métro) - 1984 : Victoria Abril (La Lune dans le caniveau) - 1985 : Julia Migenes (Carmen) - 1985 : Maruschka Detmers (La Pirate) - 1985 : Victoria Abril (L'Addition) - 1986: Charlotte Rampling (On ne meurt que deux fois) - 1988 : Nastassja Kinski (Maladie d'amour) - 1992 : Jane Birkin (La Belle noiseuse) - 1996 : Carmen Maura (Le Bonheur est dans le pré) - 1997 : Monica Bellucci (L'Appartement) - 2001 : Sergi López (Harry, un ami qui vous veut du bien) | - 2001 : Emir Kusturica (La Veuve de Saint-Pierre) - 2002 : Charlotte Rampling (Sous le sable) - 2002 : Stefano Cassetti (Roberto Succo) - 2004 : Dinara Droukarova (Depuis qu'Otar est parti…) - 2004 : Charlotte Rampling (Swimming Pool) - 2005 : Maggie Cheung (Clean) - 2006 : Kelly Reilly (Les Poupées russes) - 2006 : Charlotte Rampling (Lemming) - 2009 : Kristin Scott Thomas (Il y a longtemps que je t'aime) - 2009 : Tilda Swinton (Julia) - 2010 : Kristin Scott Thomas (Partir) - 2011 : Édgar Ramírez (Carlos) | - 2012 : Carmen Maura (Les Femmes du 6e étage) - 2014 : Marisa Borini (Un château en Espagne) - 2014 : Golshifteh Farahani (Syngué sabour. Pierre de patience) - 2014 : Mads Mikkelsen (Michael Kohlhaas) - 2015 : Kristen Stewart (Clouds of Sils María) - 2015 : Kirill Emelianov (Eastern Boys) - 2016 : Sidse Babett Knudsen (L'Hermine) - 2016 : Loubna Abidar (Much loved) - 2016 : Antonythasan Jesuthasan (Dheepan) - 2017 : Sidse Babett Knudsen (La Fille de Brest) - 2017 : Gabriel Arcand (Le Fils de Jean) - 2017 : Paula Beer (Frantz) - 2021 : Émilie Dequenne (Las cosas que decimos, las cosas que hacemos) |

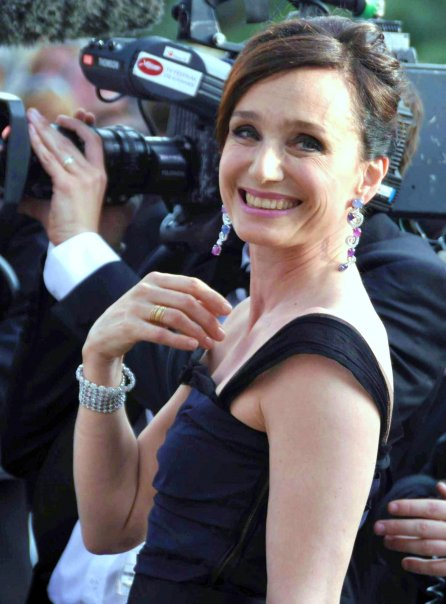
Kristin Scott Thomas, Nominación - César al mejor actriz en 2009 y 2010.
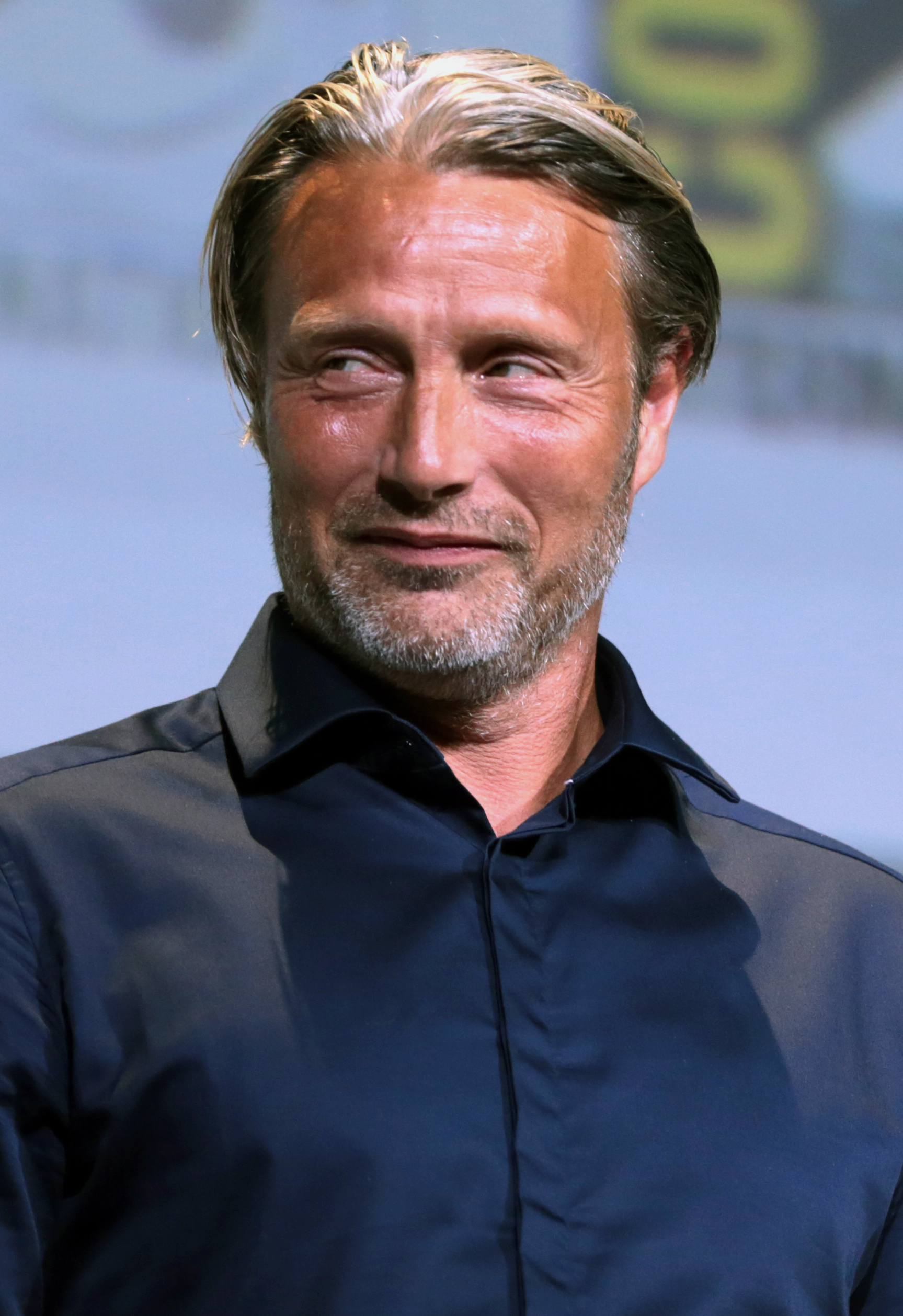
Mads Mikkelsen, Nominación - César al mejor actor en 2014.
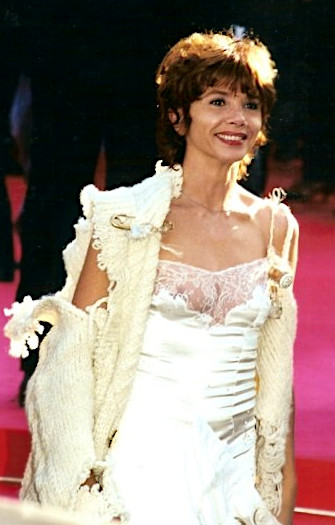
Victoria Abril, Nominación - César al mejor actriz de reparto en 1984 y 1985.
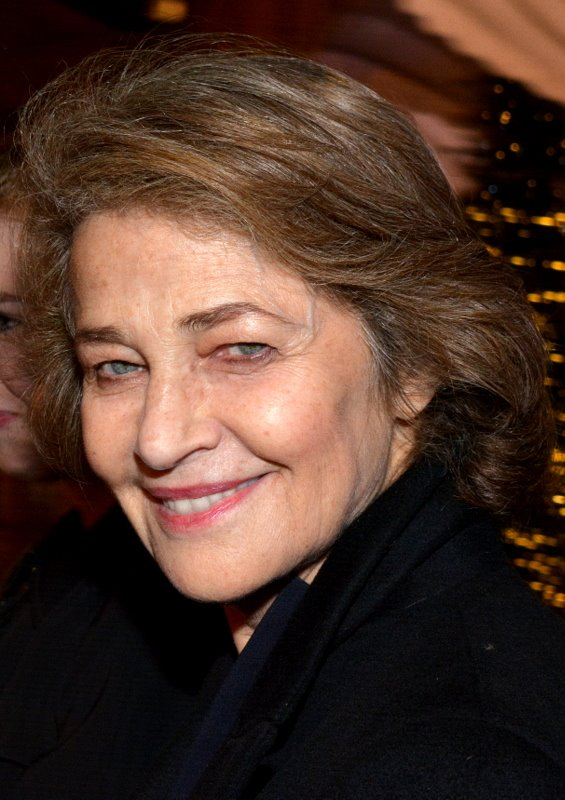
Charlotte Rampling, Nominación - César al mejor actriz en 1986 y 2002;  Nominación - César al mejor actriz de reparto en 2006.
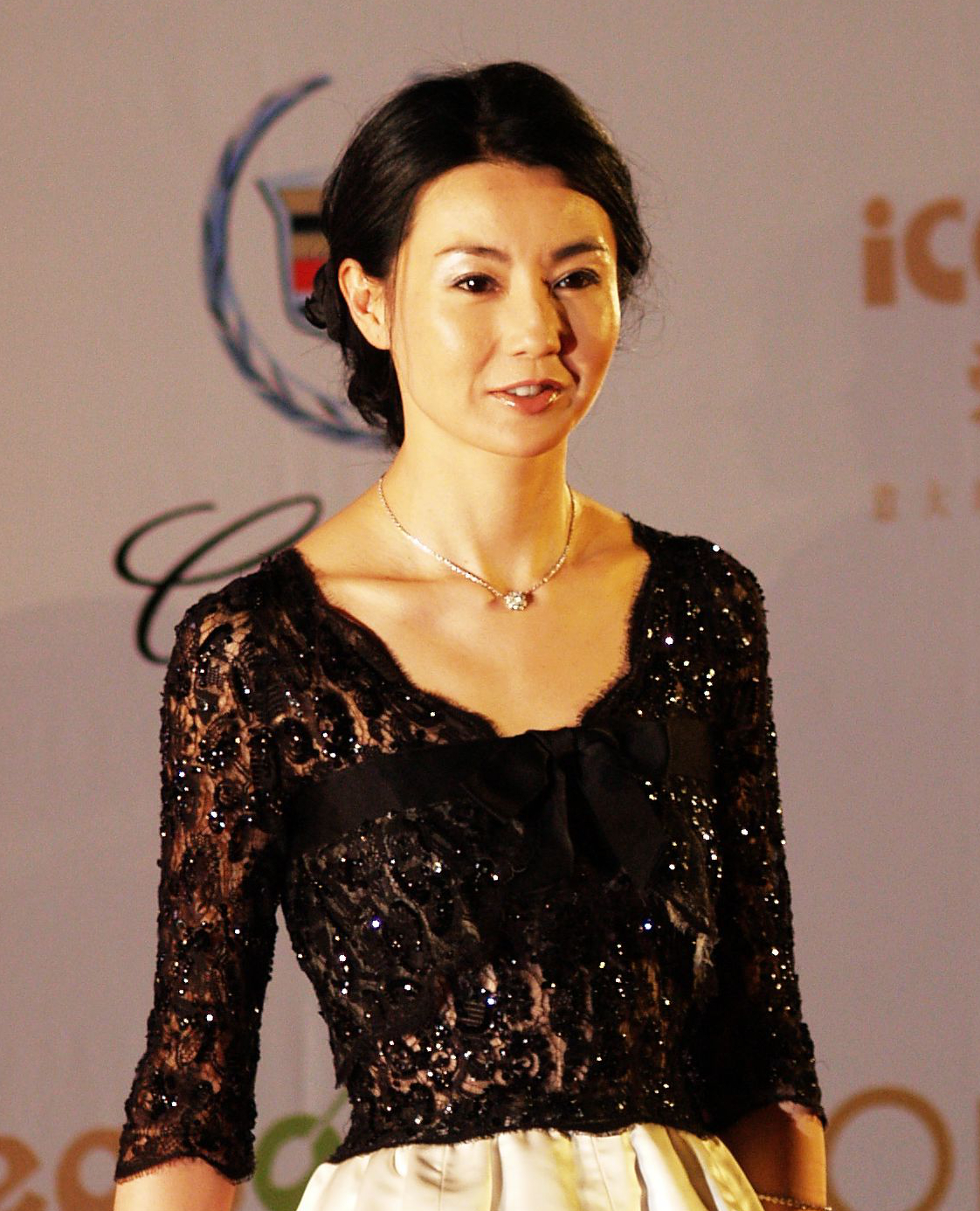
Maggie Cheung, Nominación - César al mejor actriz en 2005
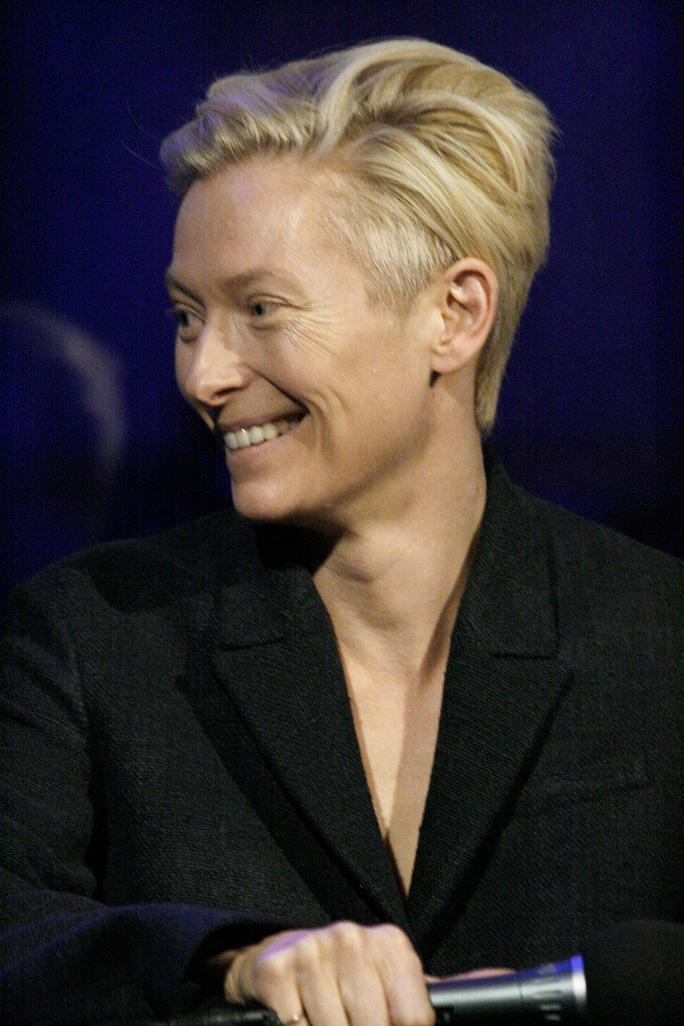
Tilda Swinton, Nominación - César al mejor actriz en 2009.

## Categorías

### Categorías principales
| - César a la mejor película, - César a la mejor dirección, - César al mejor actor, - César a la mejor actriz, - César al mejor actor secundario, - César a la mejor actriz secundaria, - César a la mejor revelación masculina, - César a la mejor revelación femenina, - César al mejor guion original, - César a la mejor adaptación, - César al mejor decorado, - César al mejor vestuario, | - César a la mejor fotografía, - César al mejor montaje, - César al mejor sonido, - César a los mejores efectos visuales, - César a la mejor música original, - César a la mejor primera película, - César a la mejor película de animación, - César al mejor documental, - César a la mejor película extranjera, - César al mejor cortometraje de ficción, - César al mejor cortometraje de animación, - César al mejor cortometraje documental, |

### Categorías desaparecidas
- César al mejor guion original o adaptación,[l]
- César a la mejor película de la Unión Europea,[m]
- César a la mejor película francófona,[n]
- César al mejor cortometraje,[o]
- César al mejor cartel,[p]
- César a la mejor película publicitaria,[q]
- César al mejor productor,[r]

### Categorías especiales
- Anexo:César de Honor,[a]
- Anexo:Premio Daniel Toscan du Plantier,[s]
- Anexo:Trofeo César & Técnicas,[i]
- Anexo:Premio Especial César & Técnicas,[t]
- Anexo:Premio de la Innovación César & Técnicas,[u]
- Anexo:César de los Césars,[v]
- Anexo:César de los estudiantes,[w]
- Anexo:César del público,[x]

## Ceremonias
| Años |
| 1976 · 1977 · 1978 · 1979 · 1980 · 1981 · 1982 · 1983 · 1984 · 1985 · 1986 · 1987 · 1988 · 1989 · 1990 · 1991 · 1992 · 1993 · 1994 · 1995 · 1996 · 1997 · 1998 · 1999 · 2000 · 2001 · 2002 · 2003 · 2004 · 2005 · 2006 · 2007 · 2008 · 2009 · 2010 · 2011 · 2012 · 2013 · 2014 · 2015 · 2016 · 2017 · 2018 · 2019 · 2020 · 2021 · 2022 · 2023 · 2024 · 2025 |

## Otros premios
- Premios Óscar de la Academia de las Artes y las Ciencias Cinematográficas de Hollywood
- Premios Globo de Oro de la Asociación de la Prensa Extranjera de Hollywood
- Premios BAFTA de la Academia Británica de las Artes Cinematográficas y de la Televisión
- Premios Goya de la Academia de las Artes y las Ciencias Cinematográficas de España
- Premios del Cine Europeo de la Academia de Cine Europeo
- Premios Ariel de la Academia Mexicana de Artes y Ciencias Cinematográficas
- Premios Cóndor de Plata de la Asociación de Cronistas Cinematográficos de la Argentina
- Premios Sur de la Academia de las Artes y Ciencias Cinematográficas de la Argentina
- Premio David de Donatello de la Academia del Cine Italiano
- Premios León checo de la Academia Checa de Cine y Televisión
- Premios La Silla de la Asociación Dominicana de Profesionales de la Industria del Cine